# Frullania davurica
Frullania davurica là một loài Rêu trong họ Jubulaceae. Loài này được Hampe mô tả khoa học đầu tiên năm 1845.